# Fageredssjön
Fageredssjön är en sjö i Mölndals kommun i Halland och ingår i Kungsbackaåns huvudavrinningsområde.

## Bilder

Fageredssjön
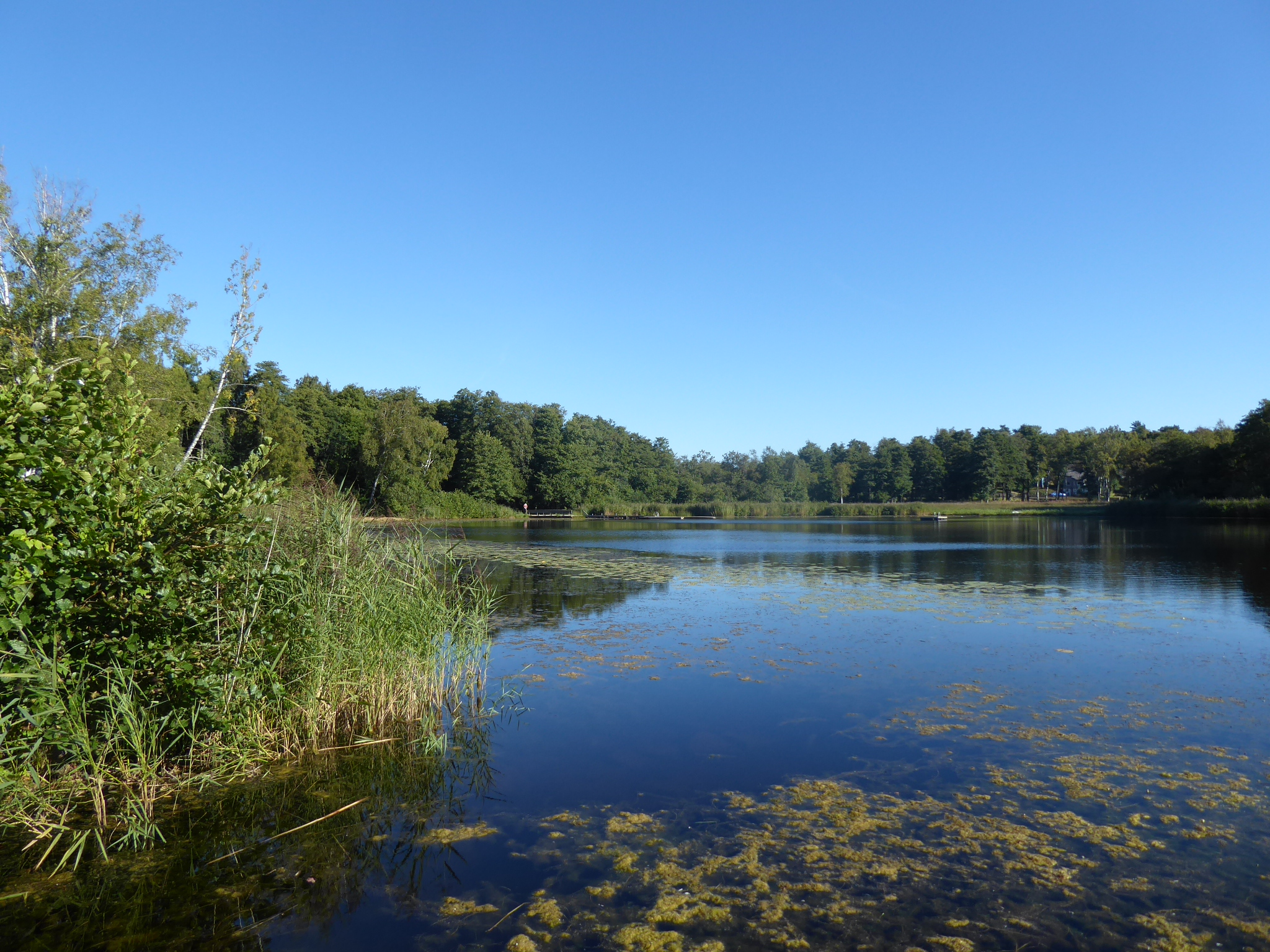
Fageredssjön från sydväst i riktning norr den 6 september 2022
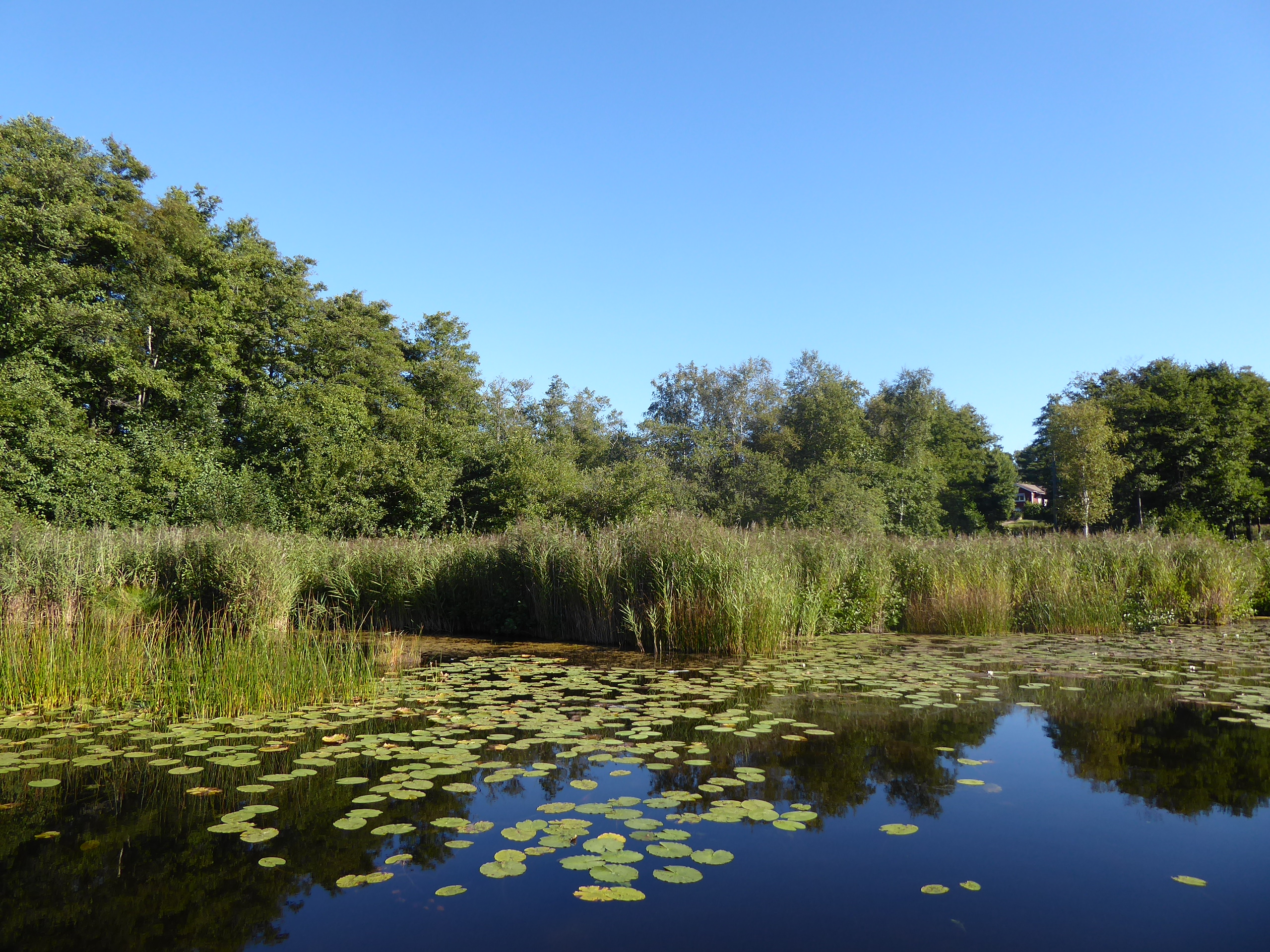
Fageredssjöns norra ände den 6 september 2022
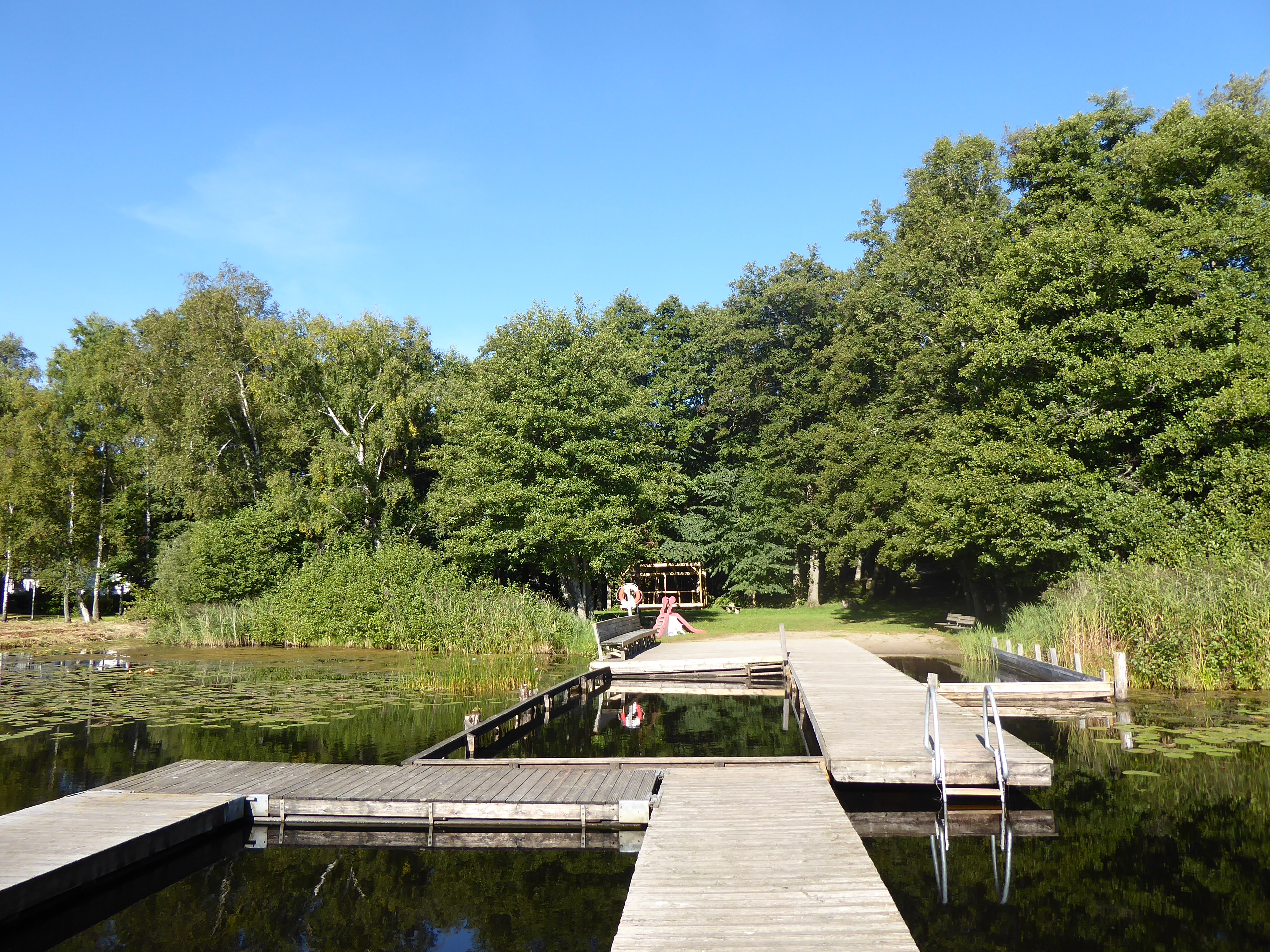
Fageredssjöns badplats den 6 september 2022